# فابريس أبرييل
فابريس أبرييل (بالفرنسية: Fabrice Abriel) (مواليد 6 يوليو 1979 في سوريسنس - فرنسا) لاعب كرة قدم فرنسي يلعب حاليا لصالح نادي الدرجة الأولى نيس الفرنسي منذ 2011 في مركز الوسط المحوري.

## روابط خارجية
- فابريس أبرييل على موقع رابطة كرة القدم الفرنسية للمحترفين (الإنجليزية)
- فابريس أبرييل على موقع قاعدة بيانات كرة القدم.إي يو (الإنجليزية)
- فابريس أبرييل على موقع ليكيب (الفرنسية)
- فابريس أبرييل على موقع Soccerway.com (الإنجليزية)
- فابريس أبرييل على موقع عالم كرة القدم.نت (الإنجليزية)
- فابريس أبرييل على موقع كووورة
- فابريس أبرييل على موقع AS.com (الإسبانية)